# Florian Escales
Florian Escales (Aix-en-Provence, 3 februari 1996) is een Frans voetballer die speelt als doelman. Hij maakte op 13 december 2018 zijn (basis)debuut in het eerste elftal van Olympique Marseille in de Europa League-wedstrijd tegen de Griekse club Apollon Limasol, die met 1-3 werd verloren.

## Clubstatistieken
| Seizoen | Club                   | Competitie             | Competitie | Competitie | Beker | Beker | Internationaal | Internationaal | Overig | Overig | Totaal | Totaal |
| Seizoen | Club                   | Competitie             | Wed.       | Dlp.       | Wed.  | Dlp.  | Wed.           | Dlp.           | Wed.   | Dlp.   | Wed.   | Dlp.   |
| ------- | ---------------------- | ---------------------- | ---------- | ---------- | ----- | ----- | -------------- | -------------- | ------ | ------ | ------ | ------ |
| 2013/14 | Olympique Marseille II | Championnat National 2 | 1          | 0          | 0     | 0     | -              | -              | 0      | 0      | 1      | 0      |
| 2014/15 | Olympique Marseille II | Championnat National 2 | 2          | 0          | 0     | 0     | -              | -              | 0      | 0      | 2      | 0      |
| 2015/16 | Olympique Marseille II | Championnat National   | 18         | 0          | 0     | 0     | -              | -              | 0      | 0      | 18     | 0      |
| 2016/17 | Olympique Marseille II | Championnat National   | 24         | 0          | 0     | 0     | -              | -              | 0      | 0      | 24     | 0      |
| 2017/18 | Olympique Marseille II | Championnat National   | 15         | 0          | 0     | 0     | -              | -              | 0      | 0      | 15     | 0      |
| 2018/19 | Olympique Marseille II | Championnat National   | 6          | 0          | 0     | 0     | -              | -              | 0      | 0      | 6      | 0      |
| 2018/19 | Olympique Marseille    | Ligue 1                | 0          | 0          | 0     | 0     | 1              | 0              | 0      | 0      | 1      | 0      |
| Totaal  | Totaal                 | Totaal                 | 66         | 0          | 0     | 0     | 1              | 0              | 0      | 0      | 67     | 0      |

Bijgewerkt op 17 april 2019.